# Шикара
Шикара, шибљак и густиш су називи за веома густе скупине ниског дрвећа и високог жбуња, у којима најчешће доминира једна биљна врста. Поједине шикаре (нпр. шибљаци у источној Србији) представљају природни облик вегетације, док је већина настала антропогено. Шикаре могу настати на местима крчења шума, или на запуштеним агроекосистемима (воћњаци, виногради, напуштене оранице). 